# Józef Wojnar (inżynier)
Józef Wojnar (ur. 28 czerwca 1902 w Krościenku Niżnym, zm. 1 marca 1990 w Krakowie) – polski inżynier, dyrektor Instytutu Naftowego, wykładowca Akademii Górniczo-Hutniczej, Honorowy Obywatel miasta Krosna.

## Życiorys
Ukończył Szkołę Realną w Krośnie (1921), następnie studiował na Oddziale Naftowym Wydziału Mechanicznego Politechniki Lwowskiej, który ukończył w 1928 roku. W latach 1928–1936 pracował w Stowarzyszeniu Polskich Inżynierów Przemysłu Naftowego w Borysławiu jako sekretarz Sekcji Naukowej Organizacji. Później był referentem, a następnie kierownikiem Biura Techniczno-Badawczego, przeorganizowanego na Biuro Studiów dla Przemysłu Naftowego. W tym okresie należał do Związku Strzeleckiego, był sędzią narciarskim, wydał przewodnik narciarski po okolicach Borysławia. Od jesieni 1944 roku podjął pracę w Państwowym Urzędzie Naftowym, był inicjatorem powstania i dyrektorem Instytutu Naftowego w Krośnie, oraz po jego przeniesieniu do Krakowa, aż do 1969 roku. Był także redaktorem naczelnym czasopisma „Nafta”. W 1954 roku został mianowany profesorem nadzwyczajnym.
Od 1 grudnia 1967 roku był kierownikiem Zakładu Ekonomiki i Organizacji w Wiertnictwie i Kopalnictwie Naftowym Wydziału Wiertniczo-Naftowego Akademii Górniczo-Hutniczej. Był członkiem Komitetu Górnictwa Polskiej Akademii Nauk, Państwowej Rady Górnictwa, Rady Techniczno-Ekonomicznej Ministerstwa Górnictwa i Energetyki, Rady Techniczno-Ekonomicznej Centralnego Urzędu Geologii. Należał do Stowarzyszenia Naukowo-Technicznego Inżynierów i Techników Przemysłu Naftowego i Gazowniczego, które nadało mu godność członka honorowego, oraz Stowarzyszenia Miłośników Ziemi Krośnieńskiej jako przewodniczący Zarządu Koła w Krakowie w latach 1973–1983 oraz honorowy członek (od 1987 roku). Posiadał stopień generalnego dyrektora górniczego II stopnia. W 1976 roku nadano mu tytuł Honorowego Obywatela Krosna.
Jego synem był Jerzy Wojnar.
Zmarł w Krakowie. Pochowany na cmentarzu Rakowickim (kwatera PAS 92-zach-12).

## Ordery i odznaczenia
- Order Sztandaru Pracy II klasy
- Krzyż Oficerski Orderu Odrodzenia Polski
- Krzyż Kawalerski Orderu Odrodzenia Polski
- Złoty Krzyż Zasługi (18 maja 1946)[2]
- Medal 10-lecia Polski Ludowej
- Medal Komisji Edukacji Narodowej
- Medal 100-lecia Sportu Polskiego
- Złota Odznaka PTTK
- Złota Odznaka PZN
- Złota honorowa odznaka SITPNiG
- Złota honorowa odznaka NOT

## Nagrody
- Nagroda Państwowa II stopnia (zespołowa) za opracowanie konstrukcji, wykonanie i wprowadzenie aparatury do profilowania promieniotwórczości „gamma” odwiertów naftowych (1955)[3]